# أوتل آيشر
أوتل آيشر (بالألمانية: Otl Aicher)‏ ( 13/05/1922 – 01/09/1999 ، مصمم جرافيكي وحروفي ألماني، أشهر أعماله في تصميم الـبيكتوغرام أو الرسوم التخطيطية لدورة الألعاب الأولمبية عام 1972 في ميونخ ، كما صمم خط روتيس the Rotis typeface.

## روابط خارجية
- أوتل آيشر على موقع الموسوعة البريطانية (الإنجليزية)
- أوتل آيشر على موقع مونزينجر (الألمانية)
- أوتل آيشر على موقع ديسكوغز (الإنجليزية)
- أوتل آيشر على موقع أوليمبيديا (الإنجليزية)